# Guido Morra
Guido Morra (Roma, 26 agosto 1956) è un paroliere italiano.
Paroliere tra i più richiesti nella canzone italiana. Tra gli artisti che hanno cantato i suoi testi anche Mango, Mietta, Anna Oxa, Mia Martini, Plácido Domingo, Toquinho, Miguel Bosé, Luis Miguel, Massimo Ranieri, Al Bano, Renato Zero, Donatella Rettore, Viola Valentino, Caterina Caselli, Rossana Casale, Eduardo De Crescenzo, Gianni Togni, con cui ha debuttato, e Riccardo Fogli, con cui ha vinto il Festival di Sanremo 1982. Ha firmato ben 20 canzoni del Festival di Sanremo. La maggior parte dei brani li ha scritti a quattro mani col maestro Maurizio Fabrizio, autore delle musiche. Il sodalizio artistico tra i due dura da oltre un quarantennio.

## Biografia

### Anni '70
Come paroliere debutta nel 1975 collaborando con il suo amico fin dai tempi della scuola Gianni Togni per il suo album di debutto, in una simile circostanza, e poi per l'album del 1980: ...e in quel momento, entrando in un teatro vuoto, un pomeriggio vestito di bianco, mi tolgo la giacca, accendo le luci e sul palco m'invento....

### Anni '80
A partire dagli anni '80 firma i testi di numerosissime canzoni, tra le quali: Luna (1980), Semplice (1981), Per noi innamorati (1983) e Giulia (1984) per Gianni Togni; Malinconia (1981) e Storie di tutti i giorni (vincitrice del Festival di Sanremo 1982) per Riccardo Fogli; Prendiamo i pattini (1982) per Luis Miguel, Bravi ragazzi (1982) per Miguel Bosé; Acquarello (1983) per Toquinho; "Amore stella" (1986) per Rettore; "Sei una bomba" (1980), "Giorno popolare" (1981), "Romantici" (1982), "Addio amor" (1985), "Vai col tango" (1985) e "Il posto della luna" (1986) per Viola Valentino; Brividi (1986), Destino (1987) e A che servono gli dèi (1989) per Rossana Casale.

### Dagli Anni '90 in poi
Dagli anni '90 in poi si affidano ai suoi testi anche Mia Martini (La sola verità, 1990), Mietta (Niente, 1990), Anna Oxa (L'immenso e il suo contrario, 2001), Mango (L'io, 1990, Il rifugio, 2011), Alessandro Safina (Del perduto amore, 2002), Piero Mazzocchetti (Schiavo d'amore, 2007), Caterina Caselli (Bisognerebbe non pensare che a te, 1990), Renato Zero (I migliori anni della nostra vita, 1995, La pace sia con te, 1998, Non cancellate il mio mondo, 2001, La vita è un dono, 2005), Massimo Ranieri (Mi troverai, 1987, Ti parlerò d'amore, 1998), Al Bano (L'amore è sempre amore, 2009) e Plácido Domingo (La libertà, 2008, ispirata ad una poesia di papa Karol Wojtyła).
Per il teatro musicale scrive libretto e liriche di Hollywood - Ritratto di un divo e Il grande campione, entrambi per la regia di Giuseppe Patroni Griffi.
Il suo primo romanzo è intitolato La luna rossa di S.Pietroburgo" (Marietti, 2001) a cui segue Il cronista mondano (Valter Casini Editore, 2008).

## Le principali canzoni scritte da Guido Morra
| Anno | Titolo                            | Interpreti                 | Autori del testo             | Autori della musica                      |
| ---- | --------------------------------- | -------------------------- | ---------------------------- | ---------------------------------------- |
| 1980 | Luna                              | Gianni Togni               | Guido Morra                  | Gianni Togni                             |
| 1980 | Sei una bomba                     | Viola Valentino            | Guido Morra e Riccardo Fogli | Renato Brioschi                          |
| 1980 | Chissà se mi ritroverai           | Gianni Togni               | Guido Morra                  | Gianni Togni                             |
| 1981 | Semplice                          | Gianni Togni               | Guido Morra                  | Gianni Togni                             |
| 1981 | Giorno popolare                   | Viola Valentino            | Guido Morra e Riccardo Fogli | Maurizio Fabrizio                        |
| 1981 | Malinconia                        | Riccardo Fogli             | Guido Morra e Riccardo Fogli | Maurizio Fabrizio                        |
| 1982 | Storie di tutti i giorni          | Riccardo Fogli             | Guido Morra e Riccardo Fogli | Maurizio Fabrizio                        |
| 1982 | Romantici                         | Viola Valentino            | Guido Morra                  | Maurizio Fabrizio                        |
| 1982 | Bravi Ragazzi                     | Miguel Bosé                | Guido Morra                  | Maurizio Fabrizio                        |
| 1983 | Per noi innamorati                | Gianni Togni               | Guido Morra                  | Gianni Togni                             |
| 1984 | Giulia                            | Gianni Togni               | Guido Morra                  | Gianni Togni                             |
| 1985 | Addio amor                        | Viola Valentino            | Guido Morra                  | Popi e Laurex                            |
| 1985 | Vai col tango                     | Viola Valentino            | Guido Morra                  | Popi e Laurex                            |
| 1986 | Il posto della luna               | Viola Valentino            | Guido Morra                  | Laurex                                   |
| 1986 | Brividi                           | Rossana Casale             | Guido Morra                  | Maurizio Fabrizio e Salvatore Fabrizio   |
| 1986 | Amore stella                      | Donatella Rettore          | Guido Morra                  | Maurizio Fabrizio                        |
| 1987 | L'odore del mare                  | Eduardo De Crescenzo       | Guido Morra                  | Maurizio Fabrizio e Eduardo De Crescenzo |
| 1989 | A che servono gli dei             | Rossana Casale             | Guido Morra                  | Maurizio Fabrizio                        |
| 1990 | La sola verità                    | Mia Martini                | Guido Morra                  | Maurizio Fabrizio                        |
| 1990 | Niente                            | Mietta                     | Guido Morra                  | Maurizio Fabrizio                        |
| 1990 | L'Io                              | Mango                      | Guido Morra                  | Mango                                    |
| 1990 | Bisognerebbe non pensare che a te | Caterina Caselli           | Guido Morra                  | Maurizio Fabrizio                        |
| 1992 | In una notte così                 | Riccardo Fogli/Mia Martini | Guido Morra                  | Maurizio Fabrizio                        |
| 1995 | I migliori anni della nostra vita | Renato Zero                | Guido Morra                  | Maurizio Fabrizio                        |
| 1996 | Romanzo                           | Riccardo Fogli             | Guido Morra                  | Maurizio Fabrizio                        |
| 1998 | La pace sia con te                | Renato Zero                | Guido Morra                  | Maurizio Fabrizio                        |
| 1998 | Sempre                            | Lisa                       | Guido Morra                  | Maurizio Fabrizio                        |
| 1999 | L'essenziale                      | Lisa                       | Guido Morra                  | Maurizio Fabrizio                        |
| 2001 | L'immenso e il suo contrario      | Anna Oxa                   | Guido Morra                  | Laurex                                   |
| 2001 | Non cancellate il mio mondo       | Renato Zero                | Guido Morra                  | Maurizio Fabrizio                        |
| 2002 | Del perduto amore                 | Alessandro Safina          | Guido Morra                  | Maurizio Fabrizio                        |
| 2005 | La vita è un dono                 | Renato Zero                | Guido Morra                  | Maurizio Fabrizio                        |
| 2007 | Schiavo d'amore                   | Piero Mazzocchetti         | Guido Morra                  | Maurizio Fabrizio                        |
| 2009 | L'amore è sempre amore            | Al Bano                    | Guido Morra                  | Maurizio Fabrizio                        |
| 2010 | Fuoco d'artificio                 | Valentina Ponzone          | Guido Morra                  | Maurizio Fabrizio                        |
| 2011 | Il rifugio                        | Mango                      | Guido Morra                  | Maurizio Fabrizio                        |
| 2020 | Tan Enamorados                    | CNCO                       | Guido Morra                  | Gianni Togni                             |
| 2021 | Abitante di un corpo celeste      | Ron                        | Rosalino Cellamare (Ron)     |                                          |